# Newsteadia vietnamensis
Newsteadia vietnamensis är en insektsart som beskrevs av Ferenc Kozár och Konczné Benedicty 1999. Newsteadia vietnamensis ingår i släktet Newsteadia och familjen vaxsköldlöss.
Artens utbredningsområde är Vietnam. Inga underarter finns listade i Catalogue of Life.